# Earth Orbit Rendezvous
L'Earth orbit rendezvous (EOR) è un metodo proposto per le missioni spaziali verso la Luna. La NASA considerò il profilo di un EOR per il Programma Apollo, ma la scelta cadde sul lunar orbit rendezvous (LOR).

## Programma Apollo
L'EOR proposto per l'Apollo consisteva nell'utilizzo di una serie di razzi della grandezza della metà del Saturn V per mettere in orbita intorno alla Terra i componenti della navetta spaziale che sarebbe poi andata verso la luna. Gli esperimenti effettuati durante il Programma Gemini, dove si tentava l'aggancio con il veicolo Agena, servirono per testare la fattibilità di questo sistema.
Alla fine la NASA optò per utilizzare un unico razzo Saturn V per mettere in orbita bassa terrestre sia il Modulo di Comando Apollo sia il Modulo Lunare Apollo, per poi accendere di nuovo i motori e portare il complesso nella rotta verso la luna.